# Wortfunktion
Eine Wortfunktion ist eine Funktion, die von einer k-stelligen Wortmenge in eine Wortmenge führt. Statt Wortmenge verwendet man auch den Begriff „formale Sprache“.
Turingmaschinen berechnen Wortfunktionen.
Der Begriff wird hauptsächlich in der theoretischen Informatik in der Theorie der Berechenbarkeit verwendet und dient der Abgrenzung zu Funktionen über anderen Mengen, insbesondere Zahlenfunktionen.

## Formale Definition
Eine Wortfunktion ist eine möglicherweise partielle Funktion {\displaystyle f:\subseteq \left(\Sigma ^{*}\right)^{k}\to \Sigma ^{*}}.
Dabei steht {\displaystyle \left(\Sigma ^{*}\right)^{k}} für das k-fache kartesische Produkt {\displaystyle \times _{i=1}^{k}\Sigma ^{*}}, also die Menge der Tupel der Länge k mit endlichen Worten über dem Alphabet {\displaystyle \Sigma } als Komponenten.

## Bedeutung
In der Theorie der Berechenbarkeit kann man zeigen, dass sich Funktionen über beliebigen Wortmengen durch die Standardnummerierung {\displaystyle \nu :\Sigma ^{*}\to \mathbb {N} } von {\displaystyle \Sigma ^{*}} auf Zahlenfunktionen abbilden lassen. 
{\displaystyle {\begin{matrix}f_{\Sigma }:&\left(\Sigma ^{*}\right)^{k}&\longrightarrow &\Sigma ^{*}\\&{\vec {\nu }}\downarrow &&\downarrow \nu \\f_{\mathbb {N} }:&\mathbb {N} ^{k}&\longrightarrow &\mathbb {N} \end{matrix}}}
Damit kann man weiter zeigen, dass die Menge der berechenbaren Wortfunktionen genau der Menge der berechenbaren Zahlenfunktionen entspricht. 